# 동촌항 (고성군)
동촌항은 경상남도 고성군 회화면 봉동리에 있는 어항이다. 2002년 8월 6일 어촌정주어항으로 지정하여 관리하고 있다. 시설관리자는 고성군수이다.

## 어항 구역
- 수역: 동촌마을 진입 해안도로 돌출부에서 동촌선착장을 연결한 선내수면
- 육역: 경남 고성군 회화면 봉동리 159-3번지 외 1필지

## 어항 시설
- 호안(92m), 선착장(92m)

## 주요 어종
- 굴, 멸치, 갯장어, 감성돔, 도다리, 갯가재, 물매기, 바지락 등